# Anderson Oliveira
Anderson de Oliveira da Silva, noto semplicemente come Anderson Oliveira (Sinop, 16 luglio 1998), è un calciatore brasiliano, centrocampista del Seoul.

## Caratteristiche tecniche
È un trequartista.

## Carriera
Cresciuto nel settore giovanile del Londrina, ha esordito in prima squadra il 21 febbraio 2018 disputando l'incontro di Coppa del Brasile perso 2-1 contro il Ceará.
Il 2 settembre 2019 è passato a titolo definitivo al Portimonense.